# Konrat Ziegler

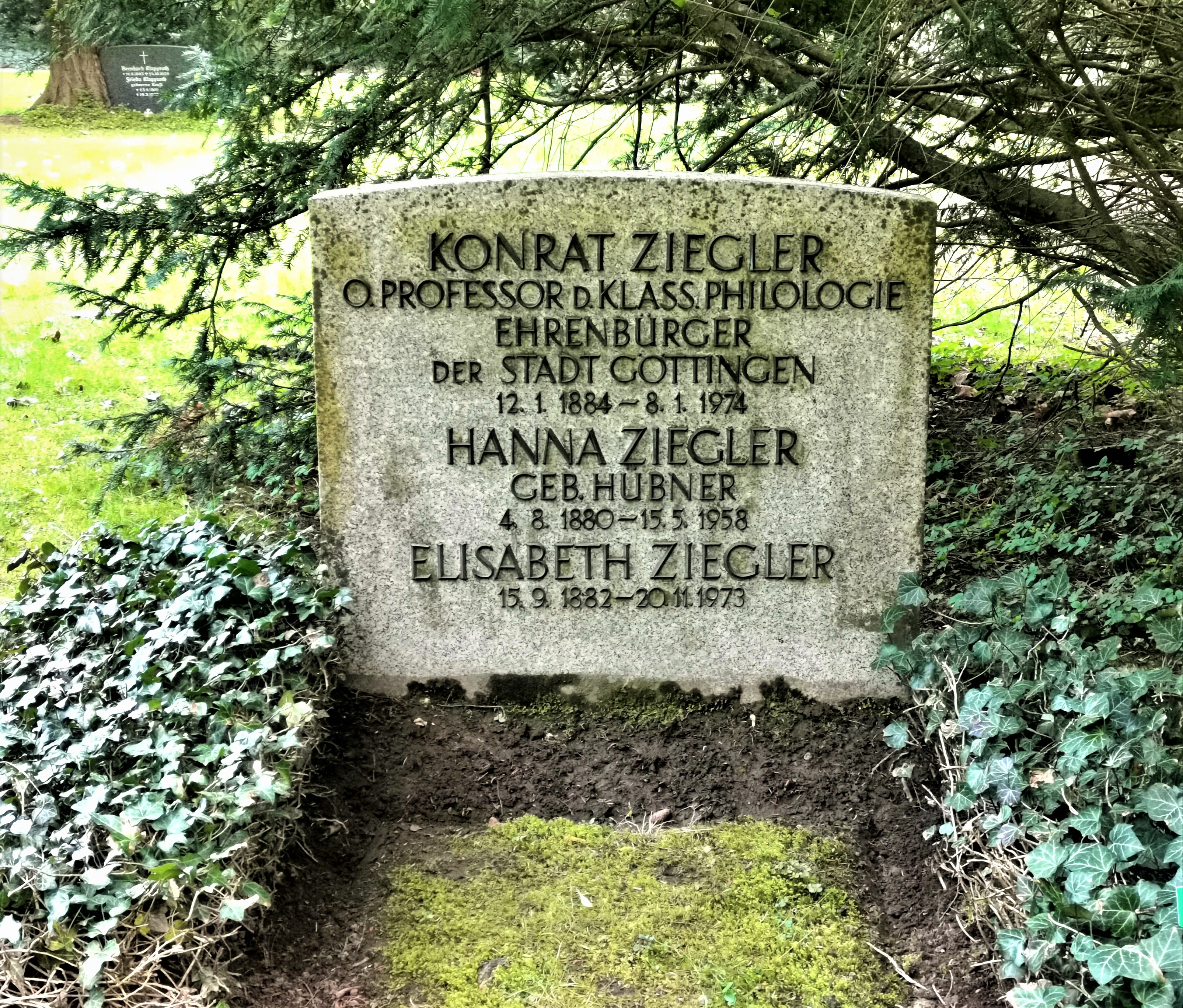
Grabstein Konrat Ziegler auf dem Stadtfriedhof Göttingen

Konrat Julius Fürchtegott Ziegler (* 12. Januar 1884 in Breslau, Provinz Schlesien; † 8. Januar 1974 in Göttingen) war ein deutscher klassischer Philologe. Neben einem breiten Spektrum an eigenen Forschungen zur griechischen und lateinischen Literatur der Antike hat ihm besonders die Herausgabe der letzten Bände des Ausführlichen Lexikons der griechischen und römischen Mythologie (1923–1937) und eines bedeutenden Teils von Paulys Realencyclopädie der classischen Altertumswissenschaft (1946–1974) wissenschaftliche Bekanntheit verschafft.

## Leben

### Herkunft und Ausbildung
Konrat Ziegler wurde 1884 als drittes von sieben Kindern von Ludwig Ziegler und Bertha Ziegler (geborene Diener) geboren und entstammte einer Familie Breslauer Kaufleute. Bereits mit 14 Jahren begann er die Mitarbeit im Import-Unternehmen seines Vaters und nach dem frühen Tod seiner Mutter übernahm er zudem als ältester Sohn zusätzliche Verantwortung im Haushalt.
Die Schulzeit in seiner Heimatstadt Breslau an der von Carl Mittelhaus gegründeten „Privatschule für Knaben“ und am Elisabet-Gymnasium beendete er 1902 mit dem Reifezeugnis und nahm ein Studium der Geschichte, Archäologie und Klassischen Philologie an der Universität Breslau auf. Er wurde Mitglied des Philologischen Vereins Breslau im Naumburger Kartellverband. Im Herbst 1904 unternahm er im Auftrag seines Professors Franz Skutsch eine zweimonatige Studienreise nach Rom, wo er das einzige erhaltene Manuskript der Schrift De errore profanarum religionum des Iulius Firmicus Maternus untersuchte und ihm einige Verbesserungen der Textrekonstruktion gelangen. Im Oktober 1905 wurde Konrat Ziegler bei Skutsch aufgrund der am 20. Juli verteidigten Dissertation „De precationum apud Graecos formis quaestiones selectae“ zum Dr. phil. promoviert.

### Werdegang bis 1933
1906 absolvierte er das Staatsexamen für die Fächer Geschichte, Latein und Altgriechisch im Lehramt an höheren Schulen, wandte sich dann aber einer universitären Karriere zu. Zunächst erhielt Ziegler vom preußischen Staat ein Stipendium in Höhe von 500 Mark für eine Reise nach Italien, wo er Handschriften von Plutarchs Biographien verglich. Seine Einleitung zu Maternus' De errore profanarum religionum wurde 1907 der Universität Breslau als Habilitationsschrift vorgelegt, die Habilitation selbst erfolgte im Oktober dieses Jahres bei Franz Skutsch. Zum Januar 1910 wurde Ziegler in Breslau zum außerordentlichen Professor ernannt.
Ebenfalls im Jahr 1910 heiratete er am 21. März Johanna Hübner (* 4. August 1880; † 15. Mai 1958); die fünf gemeinsamen Kinder (eine Tochter und vier Söhne) wurden zwischen 1913 und 1921 geboren.
Nach dem Kriegsdienst im Ersten Weltkrieg (zunächst als Dolmetscher, später als Presseattaché der deutschen Gesandtschaft in Bulgarien) wurde er 1920 persönlicher Ordinarius in Breslau. 1923 wechselte Ziegler als Nachfolger von Johannes Mewaldt an die Universität Greifswald, wo er 1926/1927 Dekan der Philosophischen Fakultät und 1928/1929 Rektor der Universität war.
Konrat Ziegler war Gründungsmitglied der Deutschen Demokratischen Partei und in ihrem Hauptvorstand tätig, gehörte dem Reichsbanner Schwarz-Rot-Gold sowie der Deutschen Friedensgesellschaft an und war Mitglied und später Vorstand (1928/1929) des Vereins zur Abwehr des Antisemitismus. Während seiner Greifswalder Zeit geriet der überzeugte Demokrat daher zunehmend in Konflikt mit nationalistischen und monarchistischen Kreisen, wobei er sich bereits 1924 im „Greifswalder Flaggenstreit“ gegen den Prorektor der Universität Theodor Vahlen stellte, weil der am Verfassungstag 1924 die schwarz-rot-goldene Reichsfahne entfernen ließ. Bis ins Jahr 1939 hatte der konsequente Anhänger für die Weimarer Republik eine Büste des Reichspräsidenten Friedrich Ebert auf seinem Schreibtisch stehen, die seine Söhne bei seiner Verhaftung in diesem Jahr gerade noch vor der Durchsuchung durch die Gestapo versteckten. Aber bereits weit vor 1933 machte sich Ziegler durch seine politische Haltung sowohl im akademischen Umfeld Greifswalds als auch in der Klassischen Philologie Deutschlands insgesamt zum Außenseiter. Im Jahr 1931 wurden bei Studentendemonstrationen die Fenster von Zieglers Haus eingeworfen. Kurz nach der Machtergreifung der Nationalsozialisten wurde er am 2. Mai 1933 telegrafisch beurlaubt und am 26. September von den neuen Machthabern auf Basis des Gesetzes zur Wiederherstellung des Berufsbeamtentums wegen „nationaler Unzuverlässigkeit“ entlassen.

### Zeit des Nationalsozialismus
Mit seiner Entlassung verlor Konrat Ziegler auch das universitätseigene Wohnhaus, das er mit seiner Frau Hanna und den fünf Kindern in Greifswald bewohnt hatte. Die Familie siedelte nach Berlin über, wo Ziegler privat weiter wissenschaftlich tätig war und seine finanzielle Lage durch Privatunterricht aufzubessern versuchte. Nachdem er 1938 einem befreundeten jüdischen Bankier bei der Flucht ins Ausland und dem heimlichen Nachtransport von dessen Vermögen geholfen hatte, wurde Ziegler am 5. Januar 1939 verhaftet und kam in die Justizvollzugsanstalt Moabit in Untersuchungshaft. Im Mai 1940 wurde er angesichts seiner angeblichen „Weltfremdheit und ein[em] ungewöhnliche[n] Maß an Hilfsbereitschaft“, die durch das Gericht als mildernde Umstände ausgelegt wurden, zu einer Geld- und Gefängnisstrafe verurteilt. Die Haftstrafe wurde schließlich unter Anrechnung der bereits abgesessenen acht Monate Untersuchungshaft auf vier verbleibende Monate verkürzt, die Ziegler in der Justizvollzugsanstalt Tegel verbüßte; die Geldstrafe wurde ihm schließlich erlassen. Ein Dienststrafverfahren im folgenden Jahr wurde eingestellt, allerdings belegte der Propagandaminister Joseph Goebbels ihn mit einem totalen Publikationsverbot. Dennoch arbeitete er weiter an seiner Plutarch-Biographie, die im Jahr 1949 publiziert wurde.
Ebenfalls nach seiner Entlassung aus der Haft versteckte Ziegler die Tochter zweier jüdischer Bekannter in seiner Wohnung, nachdem die Eltern Selbstmord begangen hatten. Am 22. November 1943 wurde die Wohnung der Zieglers allerdings bei einem Luftangriff ausgebombt und auch die Privatbibliothek ging vollständig verloren. Konrat Ziegler zog mit seiner Familie nach Osterode am Harz, wo bereits seine beiden Schwestern Helene und Elisabeth lebten. Die Klassischen Philologen an der örtlichen Städtischen Oberschule halfen ihm mit ihren privaten Beständen an Fachliteratur aus, sodass er in gewissem Maße seine Arbeit fortsetzen konnte. Seinen früheren Greifswalder Kollegen Kurt Latte, der als Jude verfolgt wurde, überzeugte er, ebenfalls in das vergleichsweise ungefährliche Osterode umzusiedeln, und vermittelte ihm Unterkünfte und Kontakte.

### Werdegang seit 1945
Am 17. April 1945 wurde Konrat Ziegler von der britischen Besatzungsmacht durch Major Crouch zum Landrat des Kreises Osterode am Harz ernannt und übte diese Funktion bis November 1946 aus.
Sein Kollege Kurt Latte konnte nach Ende des Krieges auf seinen Lehrstuhl an der Georg-August-Universität Göttingen zurückkehren, jedoch lehnte die Universität gegen den Willen ihrer Philosophischen Fakultät eine Berufung Zieglers zum Honorarprofessor (mit Aussicht auf ein Ordinariat) ab. Latte beteiligte sich zwar an dem Antrag auf eine Honorarprofessur für Konrat Ziegler, hielt diesen allerdings für zu alt für einen Lehrstuhl und war über Zieglers Versuch, sich die Professur durch politische Kontakte zu sichern, verärgert. Dies führte Anfang 1947 zum Bruch zwischen den beiden Freunden. Konrat Ziegler erhielt 1946 nur einen Lehrauftrag – woraufhin er 1947 nach Göttingen in eine Wohnung zog – und wurde erst 1950 zum Honorarprofessor ernannt. Im Dezember 1949 wurde das 1940 verhängte Urteil gegen Ziegler aufgehoben und dieser damit offiziell rehabilitiert; 1953 wurde ihm rückwirkend zum Sommersemester 1951 das Gehalt eines entpflichteten Hochschullehrers bewilligt. Seminare und Vorlesungen hielt er bis zum Wintersemester 1957/1958, sprang aber auch danach noch gelegentlich bei Personalmangel ein. Ab 1965 wurde er offiziell als ordentlicher Emeritus der Göttinger Universität geführt.

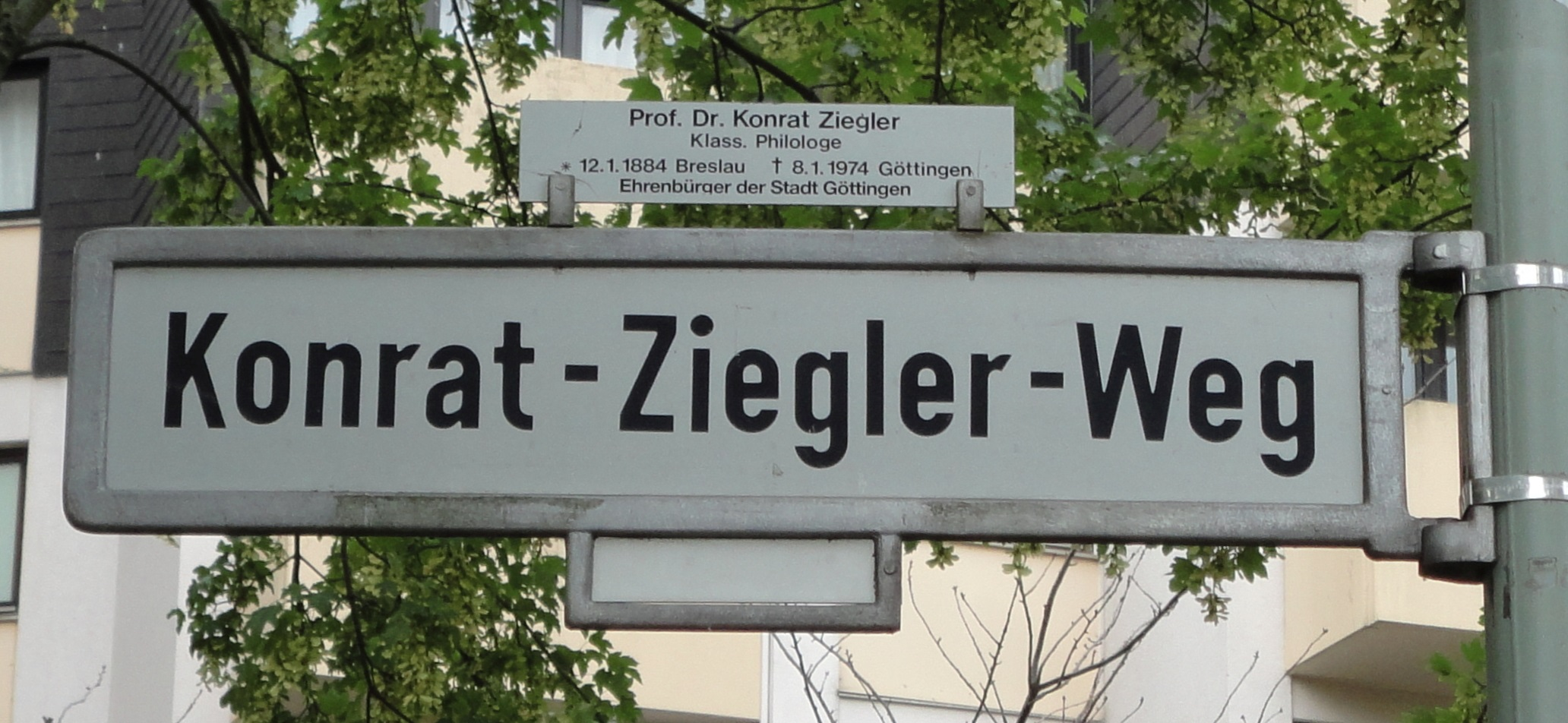
Göttingen-Weende, Konrat-Ziegler-Weg

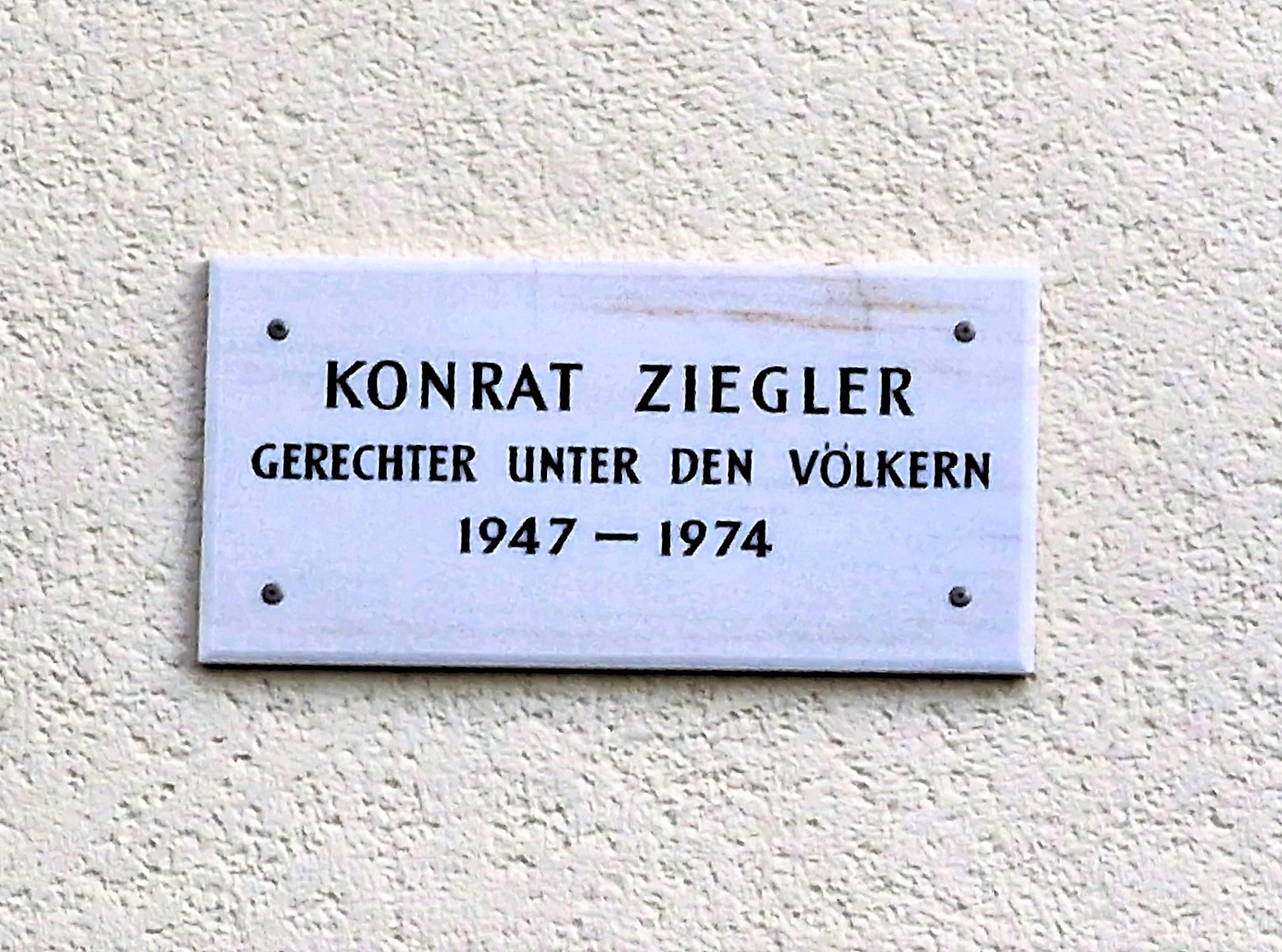
Göttinger Gedenktafel für Konrat Ziegler an einer Hauswand in der Herzberger Landstraße 70

In Göttingen war Ziegler kommunalpolitisch für die SPD aktiv (Ratsherr von 1948 bis 1964) und setzte sich insbesondere für die Erinnerung an die Opfer des Nationalsozialismus ein.
Im Dezember 1958 wählte die Göttinger Gesellschaft für christlich-jüdische Zusammenarbeit Ziegler bei ihrer Gründungsversammlung zu ihrem ersten Vorsitzenden; er hatte das Amt zehn Jahre inne.

## Ehrungen
Konrat Zieglers wissenschaftliche Verdienste wurden im In- und Ausland gewürdigt: Er wurde 1964 Ehrendoktor der Aristoteles-Universität Thessaloniki und erhielt den Großen Verdienstorden des Landes Niedersachsen, nachdem er das Bundesverdienstkreuz zu seinem achtzigsten Geburtstag mit der Begründung abgelehnt hatte, er wolle nicht dieselbe Auszeichnung erhalten, mit der vor ihm bereits Hans Globke, ein Kommentator der Nürnberger Gesetze, ausgezeichnet worden war. 1969 wurde Ziegler Ehrenmitglied der Society for the Promotion of Hellenic Studies in London.
1969 wurde Ziegler in Anerkennung seines sozialen und politischen Engagements Ehrenbürger von Göttingen und kurz nach seinem Tod 1975 mit der Benennung einer Straße („Konrat-Ziegler-Weg“) im Stadtbezirk Weende geehrt.
2001 erhielt Konrat Ziegler posthum in der Holocaust-Gedenkstätte Yad Vashem die Auszeichnung als „Gerechter unter den Völkern“.
Im März 2002 wurde an Zieglers Göttinger Wohnhaus in der Herzberger Landstraße 70 eine Göttinger Gedenktafel angebracht. Im November 2021 wurde an seinem ehemaligen Greifswalder Wohnhaus in der Blumstraße 13 (ehemals Moltkestraße) eine Gedenktafel angebracht.

## Werk
Zieglers wissenschaftliches Werk war weit gespannt, hatte aber seit seiner Dissertation über „Gebetsformen bei den Griechen“ (besonders vor Ende des Zweiten Weltkriegs) einen gewissen Schwerpunkt bei der antiken Religionsgeschichte. So gab er von 1923 bis 1937 das von Wilhelm Heinrich Roscher begründete Ausführliche Lexikon der griechischen und römischen Mythologie heraus, aber auch (gerade nach 1945) verschiedene Schriften Marcus Tullius Ciceros. Vor allem beschäftigte er sich zeit seines Lebens mit Plutarch, dem er eine Reihe von Aufsätzen im Rheinischen Museum für Philologie widmete und dessen Werke er in einer kritischen Ausgabe herausgab. Daneben befasste er sich allerdings auch mit einer großen Reihe anderer Themen der Klassischen Philologie, darunter besonders der frühen altgriechischen Literatur und der Poesie des hellenistischen Zeitalters. Eine Studie Zieglers zur Klassischen Walpurgisnacht in Goethes Faust II wurde 20 Jahre später eine wichtige Quellenschrift für Thomas Mann im 7. Kapitel von Lotte in Weimar.
1946 übernahm Konrat Ziegler unter den schwierigen Bedingungen der Nachkriegszeit die nach dem Tod von Karl Mittelhaus verwaiste Herausgeberschaft von Paulys Realencyclopädie der classischen Altertumswissenschaft (RE), für die er seit 1912 bereits Artikel verfasst hatte. Auch er erlebte wie seine Vorgänger den Abschluss des riesigen Werkes nicht mehr, konnte es aber in knapp 30 Jahren durch die Herausgabe von 21 Bänden bis kurz vor die Vollendung bringen, die dann Hans Gärtner betreute. Seine eigenen Beiträge, die sich ursprünglich auf die Geographie des antiken Sizilien konzentriert hatten, umfassten gerade ab den 1930er-Jahren eine große Bandbreite an Themen besonders der griechischen Literatur- und Religionsgeschichte. Insgesamt steuerte er über 800 Artikel bei. Zusammen mit Walther Sontheimer und Hans Gärtner gab Ziegler auch die fünfbändige Kurzausgabe Der Kleine Pauly heraus. Die Herausgabe der beiden Nachschlagewerke führte dazu, dass er sich immer wieder auch in neue Themengebiete einarbeitete, für die kein geeigneter Autor zur Verfügung stand.

## Schriften (Auswahl)
Monographien
- De precationum apud Graecos formis quaestiones selectae. Dissertation, Breslau 1905.
- Die Überlieferungsgeschichte der vergleichenden Lebensbeschreibungen Plutarchs. B.G. Teubner, Leipzig 1907 (online).
- Gedanken über Faust II. Metzler, Stuttgart 1919 (online). Nachdruck: Druckenmüller, München 1972.
- Das hellenistische Epos. Ein vergessenes Kapitel griechischer Dichtung. Teubner, Leipzig 1934. 2. Auflage ebenda 1966.
- Plutarchos von Chaironeia. 2. Auflage, Druckenmüller, Stuttgart 1964 (erstmals 1949 erschienen, 1951 als Artikel der Realencyclopädie publiziert).

Herausgeberschaften und Übersetzungen antiker Texte
- als Herausgeber: Marcus Tullius Cicero: De re publica, librorum sex quae manserunt (Bibliotheca Teubneriana). Teubner, Leipzig 1915. 7. Auflage ebenda 1969 (seitdem mehrere unveränderte Nachdrucke).
- als Herausgeber: Julius Firmicus Maternus: De errore profanarum religionum (Bibliotheca Teubneriana). Teubner, Leipzig 1907.
- als Herausgeber: M. Tulli Ciceronis scripta quae manserunt omnia. Band 39: De re publica Teubner, Leipzig 1915. 7. Auflage, ebenda 1969.
- mit Claes Lindskog als Herausgeber: Plutarchi Vitae parallelae. 4 Bände in 7 Teilen, Teubner, Leipzig 1914–1939 (mehrere Neuauflagen).
- als Herausgeber: Marcus Tullius Cicero: De legibus (= Heidelberger Texte. Lateinische Reihe. Band 20). F.H. Kerle, Heidelberg 1950. 2. Auflage, ebenda 1963.
- als Herausgeber und Übersetzer: Julius Firmicus Maternus: Vom Irrtum der heidnischen Religionen (= Wort der Antike. Band 3b). M. Hueber, München 1953.
- als Herausgeber: Cicero. Staatstheoretische Schriften. Lateinisch und deutsch (= Schriften und Quellen der Alten Welt. Band 31). Akademie Verlag, Berlin 1974. 4., unveränderte Auflage ebenda 1988, ISBN 3-05-000341-3.
- als Herausgeber: Plutarchi Vitae parallelae und Plutarchi Moralia. Mehrere Bände und Faszikel, Leipzig, Teubner 1957–1980.
- mit Walter Wuhrmann als Übersetzer: Plutarch. Große Griechen und Römer. 6 Bände, Artemis, Zürich 1954–1965 (weitere Ausgaben, auch in Auswahl).
- als Herausgeber mit Walther Sontheimer: Der Kleine Pauly. Lexikon der Antike. 5 Bände, Stuttgart 1964–1975; Neudruck München 1979 (= dtv. Band 5963).